# Ministério da Ciência, Inovação e Universidades
O Ministério da Ciência, Inovação e Universidades de Espanha (em castelhano:  Ministerio de Ciencia, Innovación y Universidades) é o atual departamento ministerial do Governo da Espanha responsável pela ciência, inovação e universidades no país. Seu atual titular é Pedro Duque. A sede principal se encontra no número 162 do Paseo de la Castellana, em Madrid.

## História
Sua criação se deu após a Moção de censura ao governo de Mariano Rajoy de 2018 e a formação do novo Governo de Pedro Sánchez, em junho de 2018..

## Funções
A principal função deste ministério é propor e executar a política de Governo em matéria de Universidades, pesquisa científica, desenvolvimento tecnológico e inovação em todos os setores.

## Estrutura
De acordo com o Real Decreto 355/2018, de 6 de junho, pelo qual se reestruturam os departamentos ministeriais, este Ministério dispõe, como órgão superior, da:
- Secretaria de Estado de Universidades, Pesquisa, Desenvolvimento e Inovação (Secretaría de Estado de Universidades, Investigación, Desarrollo e Innovación)